# FC Cincinnati
A Cincinnati egy amerikai labdarúgócsapatot, amelynek székhelye az Ohio állambeli Cincinnati városában található. A klubot 2015. augusztus 12-én alapították és 2019 óta az észak-amerikai első osztályban, a Major League Soccer-ben szerepel. Hazai mérkőzéseit a 26 000 néző befogadására alkalmas TQL Stadionban játssza.

## Történet
Az USL klub tulajdonosai 2016 elején elkezdtek tárgyalni a Major League Soccer vezetőedzőségével, hogy szeretnének csatlakozni a ligához. Az MLS képviseletében Don Garber decemberben meglátogatta a Nippert Stadiont, a várost és a klub tisztségviselőit. 2017 januárjában benyújtották kérelmüket a csatlakozáshoz.
2018. május 29-én az MLS egyben azt is bejelentette, hogy a gárda már a következő idényben szerepelhet az élvonalban. Az együttes 21 ezer néző befogadására alkalmas saját stadion felépítését tervezi 2021-re, a város segítségével, de nagyrészt magántámogatásból. Júliusban Fanendo Adi és Fatai Alashe volt az első két játékos aki aláírt a klubhoz.

## Játékoskeret
2025. február 17. szerint.
| #  |     | Poszt | Név             |
| -- | --- | ----- | --------------- |
| 1  | USA | K     | Alec Kann       |
| 2  | JAM | V     | Alvas Powell    |
| 3  | PAR | V     | Gilberto Flores |
| 4  | USA | V     | Nick Hagglund   |
| 5  | NGR | KP    | Obinna Nwobodo  |
| 7  | JPN | KP    | Kubo Júja       |
| 9  | TOG | KP    | Kévin Denkey    |
| 10 | BRA | KP    | Evander         |
| 11 | USA | CS    | Corey Baird     |
| 12 | USA | V     | Miles Robinson  |
| 13 | USA | K     | Evan Louro      |
| 15 | USA | V     | Bret Halsey     |
| 16 | ZIM | V     | Teenage Hadebe  |

| #  |     | Poszt | Név                                                 |
| -- | --- | ----- | --------------------------------------------------- |
| 17 | BRA | CS    | Sérgio Santos                                       |
| 18 | USA | K     | Roman Celentano                                     |
| 19 | USA | CS    | Stefan Chirila                                      |
| 20 | CZE | KP    | Pavel Bucha                                         |
| 21 | USA | V     | Matt Miazga                                         |
| 22 | USA | KP    | Gerardo Valenzuela                                  |
| 23 | ARG | CS    | Luca Orellana                                       |
| 25 | USA | K     | Paul Walters                                        |
| 27 | CMR | KP    | Tah Brian Anunga                                    |
| 29 | DEN | V     | Lukas Engel (kölcsönben a Middlesbrough csapatától) |
| 37 | USA | KP    | Stiven Jimenez                                      |
| 91 | USA | V     | DeAndre Yedlin                                      |

## Menedzserek
- John Harkes (2015. augusztus 12. – 2017. február 17.)
- Alan Koch (2017. február 17. – 2019. május 7.)
- Yoann Damet (megbízott) (2019. május 7. – 2019. augusztus 4.)
- Ron Jans (2019. augusztus 4. – 2020. február 17.)
- Yoann Damet (megbízott) (2020. február 17. – 2020. május 21.)
- Jaap Stam (2020. május 21. – 2021. szeptember 27.)
- Tyrone Marshall (megbízott) (2021. szeptember 27. – 2021. november 7.)
- Pat Noonan (2021. december 14. – jelenleg is)